# Zhuge Liang
En aquest nom xinès, el cognom és Zhuge.
Zhuge Liang (181-234 EC) va ser un canceller de Shu Han durant el període dels Tres Regnes de la història xinesa. Sovint se'l reconeix com l'estrateg més gran i més reeixit de la seva època.
Sovint es mostra amb l'ús d'una bata i portant un ventall de plomes de grua. Zhuge no només va ser un important estrateg militar i estadista, va ser també un erudit i inventor d'èxit. La seva reputació com una persona culta i intel·ligent va anar augmentant fins i tot mentre vivia en relativa reclusió, i li va fer merèixer el sobrenom de "Wolong" (臥龍; literalment significant: "Drac agotzonat, o agotnat, a l'aguait".
Zhuge és un poc freqüent nom familiar compost de dos caràcters. El seu nom –fins i tot el seu cognom a soles– ha esdevingut sinònim d'intel·ligència i estratègia en cultura xinesa.

## Biografia

### Inicis
Zhuge va néixer a Yangdu, Comandància de Langya (en l'actualitat Comtat Yinan, Shandong). Ell va quedar orfe des de ben jove, i va ser criat pel seu oncle, Zhuge Xuan. Més tard va seguir l'oncle per viure a la província de Jing sota Liu Biao. Després que el seu oncle morí, Zhuge i els seus germans es van instal·lar a Woglonggang (avui en dia Henan) pels següents deu anys, vivint una vida senzilla –en la granja de dia i estudiant a la nit. Les dues germanes grans de Zhuge es van casar amb membres de clans influents amb fortes connexions en la regió.

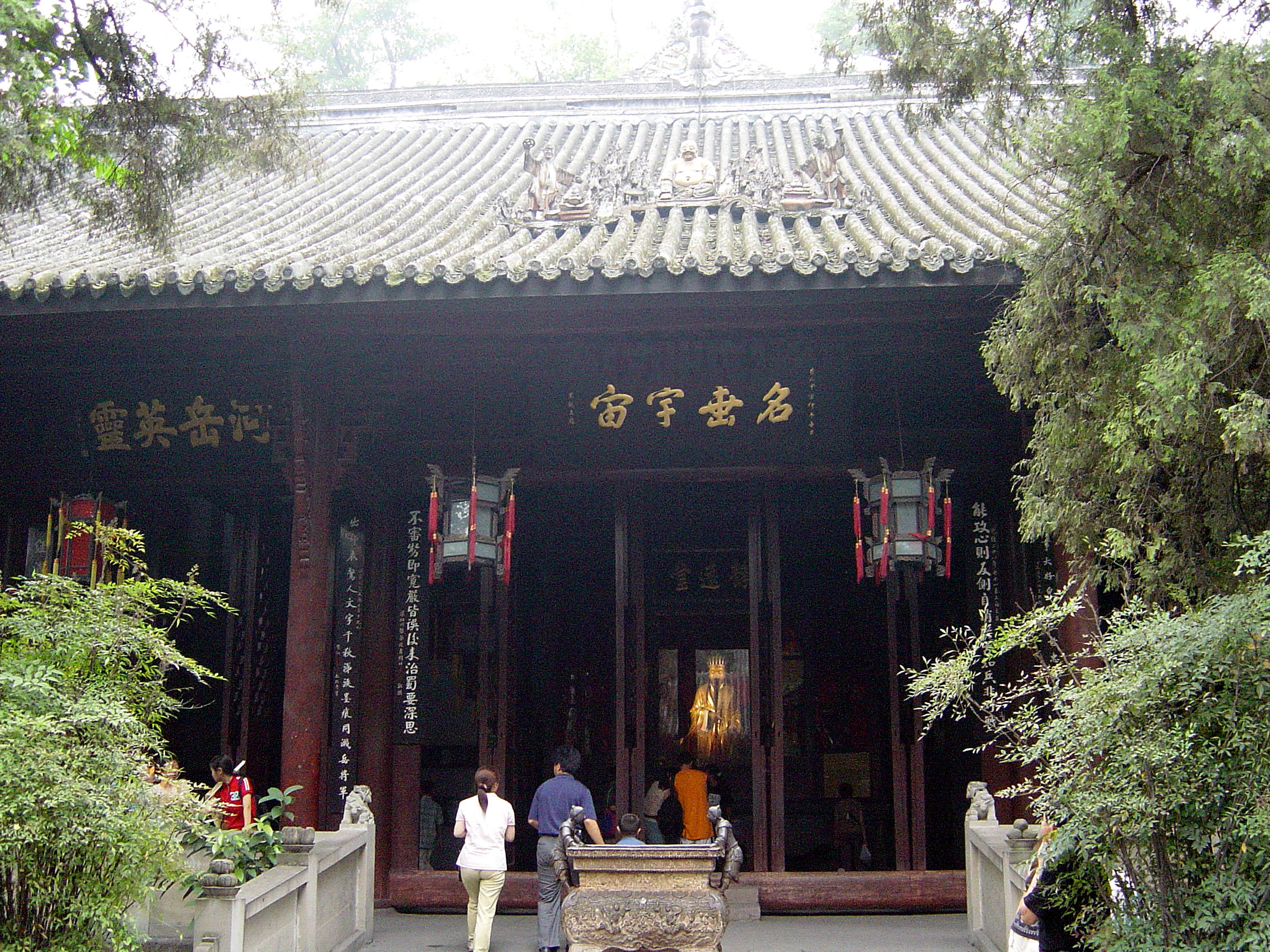
El Temple del Marquès de
Wu a Chengdu, un temple adorant a Zhuge Liang.

Zhuge va gaudir recitant el Liangfu Yin (梁父吟), una cançó popular de Shandong, el seu lloc de naixement. A ell li agradava comparar-se amb Guan Zhong i Yue Yi, dues famoses figures històriques; i també va desenvolupar amistats properes amb literats locals, com ara Xu Shu, Cui Zhouping, Meng Jian i Shi Tao. Zhuge mantingué estretes relacions amb altres intel·lectuals coneguts, com ara Sima Hui, Pang Degong i Huang Chengyan. Huang una vegada li va dir a Zhuge, "He sentit que estàs buscant un esposa. Tinc una filla lletja de cara groga i pell fosca, però el seu talent iguala el teu." Zhuge va avenir-se a l'oferiment i es va casar amb la filla de Huang.

### Servei sota Liu Bei
Per eixa època, Liu Bei residia a Xinye mentre que ell hi estava prenent refugi sota el governador de la província de Jing, Liu Biao. Liu Bei va visitar Sima Hui, que li va dir, "Acadèmics confucians i estudiosos comuns, quant saben ells sobre els assumptes actuals? Aquells que analitzen els temes d'actualitat són les elits. El Drac agotnat i el Fènix Jove són els únics que ho fan en aquesta regió." Xu Shu més tard va recomanar de nou Zhuge a Liu Bei, i Liu va demanar a Xu de convidar a Zhuge per conèixer-lo. Això no obstant, Xu va respondre, "Has de visitar aquest home en persona. Ell no pot ser convidat per conèixer-te." Liu va tenir èxit reclutant Zhuge en 207 després de fer-li tres visites personals.[I] Zhuge va presentar-hi el Pla Longzhong a Liu i va deixar la seva residència per seguir Liu. Després d'això, Liu va arribar a ser molt proper a Zhuge i sovint discutia amb ell sobre temes d'estat. Guan Yu i Zhang Fei no estaven contents amb açò i es van queixar. Liu va explicar, "Ara que tinc a Kongming, és només com un peix cabussant-se en l'aigua. Espere que deixeu de fer comentaris desagradables." Llavors Guan i Zhang van deixar de queixar-se.

#### Com a membre d'un grup de pressió
En el 208, Liu Biao va faltar i va ser succeït pel seu fill més jove, Liu Cong, que va retre la Província de Jing a Cao Cao. Quan Liu Bei Liu va sentir parlar de la rendició de Liu Cong, ell va dirigir als seus seguidors (tant les tropes com els civils) en un èxode cap al sud fins Xiakou, enfrontant-se en el camí a les forces de Cao en una breu escaramussa en la batalla de Changban. Mentre a Xiakou, Liu Bei va enviar a Zhuge per seguir a Lu Su cap a Wu Oriental per discutir la formació d'una aliança entre ell i Sun Quan.
Zhuge va trobar-se amb Sun a Chaisang i el va proposar dues solucions, "Si pots emprar les forces de Wuyue per resistir el Regne Mitjà, per què no parteixes peres (amb Cao Cao) per endavant? Si no pots oposar-te, per què no desmobilitzes les tropes, et desembarasses de la teva armadura i et lliures al nord?" Després el virrei de Sun, Zhou Yu, analitzà la situació i va assenyalar les debilitats en l'exèrcit de Cao, Sun finalment es va avenir a aliar-se amb Liu per resistir a Cao. Zhuge va tornar al campament de Liu amb l'enviat de Sun, Lu Su, per fer preparacions per la guerra vinent.

#### Com un oficial de logística
En el tardà 208 EC, els exèrcits aliats de Liu Bei i Sun Quan van obtenir una victòria decisiva sobre les forces de Cao Cao en la batalla dels Penya-segats Rojos. Cao es va retirar-hi a Ye, mentre Liu Bei va procedir a conquerir territoris a Jiangnan, cobrint la major part del sud de la província de Jing. Zhuge va ser nomenat "Assessor i General Militar de la Casa" (軍師中郎將). Va ser encarregat de governar Lingling (avui en dia Yongzhou, Hunan), Guiyang, la Comandància Changsha, i recaptar impostos per finançar les forces armades.
En el 211, Liu Zhang, governador de la Província de Yi (cobrint l'actual Conca de Sichuan), sol·licità ajuda de Liu Bei per atacar Zhang Lu de Hanzhong. Liu va deixar a Zhuge, Guan Yu, Zhang Fei i altres a càrrec de la Província de Jing, mentre ell dirigia un exèrcit cap a Sichuan. Liu Bei ràpidament va acceptar la proposta de Liu Zhang, però en secret va planejar apoderar-se de les terres de Liu Zhang. El següent any, Liu Zhang va descobrir les intencions de Liu Bei, i els dos van esdevenir hostils declarant-se la guerra l'un a l'altre. Zhuge, Zhang Fei i Zhao Yun van dirigir forces per separat per reforçar a Liu Bei en l'atac a la capital de Liu Zhang, Chengdu, mentre Guan Yu es va quedar enrere per protegir la Província de Jing. En el 214, Liu Zhang es va rendir i Liu Bei va prendre el control de la Província de Yi.
Liu Bei va nomenar Zhuge com "General i Assessor Militar" (軍師將軍) i li va permetre administrar els assumptes de l'oficina del General de l'Esquerra (左將軍). Sempre que Liu s'embarcava en campanyes militars, Zhuge romania per defensar Chengdu i garantir un flux constant de subministrament per les tropes i les provisions. En el 221, en resposta a la usurpació de Cao Pi del tron de l'Emperador Xian, els subordinats de Liu Bei el van aconsellar que es proclamés a si mateix emperador. Després de refusar-ho inicialment, Liu va ser finalment persuadit de fer-ho per Zhuge i va esdevenir el governant de Shu Han. Liu nomenà Zhuge com el seu canceller i el va posar a càrrec dels assumptes del Secretariat Imperial. Zhuge va ser nomenat "Director de Servents" (司隸校尉) després de la mort de Zhang Fei.
Al voltant de l'any 200, Zhuge Liang va inventar el fanal de Kongming, el primer globus, per enviar senyals.